# Сіньял-Чурино
Сінья́л-Чу́рино (рос. Синьял-Чурино, чув. Çĕньял Чуракасси) — присілок у складі Красноармійського району Чувашії, Росія. Входить до складу Алманчинського сільського поселення.
Населення — 278 осіб (2010; 361 у 2002).
Національний склад:
- чуваші — 94 %